# پیرداغی
کوه پیرداغی کویج، با ارتفاع ۲۸۰۰متر در دهستان مواضع خان شمالی شهرستان هریس در آذربایجان شرقی واقع شده و دارای آب و هوای معتدل کوهستانی است. در بالاترین نقطه کوه که زمین مسطح و همواری است، امام زاده‌ای به نام سید محمد آقا واقع شده است.
همه ساله با فرارسیدن تیر ماه و آغاز فصل گرما، مردمان روستای کیوی و روستاهای اطراف آن از توابع شهرستان ورزقان، مراسم آئینی زیارتی را در دهه اول فصل تابستان بر بالای کوهی که «پیرداغی» (کوه پیر) می‌نامندش برگزار می‌کنند.